# Florian Krennmayr
Florian Krennmayr (* 16. Februar 1992) ist ein österreichischer Fußballspieler.

## Karriere
Krennmayr begann seine Vereinskarriere im September 1998 in der Nachwuchsabteilung des SV Steyregg und kam im Jahr 2003 erstmals als Kooperationsspieler zum LASK, bei dem er unter anderem auch an der AKA Linz aktiv war. 2005 schloss er sich der Jugend des SK St. Magdalena an, kam aber vorrangig im Nachwuchs des LASK zum Einsatz. Nach seinem Wechsel in die Herrenmannschaft von St. Magdalena im Sommer 2008 spielte er dort unter anderem an der Seite seines jüngeren Bruders Mathias (* 1994). In der Saison 2009/10 wurde er mit der Mannschaft Vizemeister und stieg bereits in der darauffolgenden Spielzeit 2010/11 als Meister in die fünftklassige Landesliga Ost auf.
Nach vier Jahren bei St. Magdalena wechselte er im Sommer 2012 zum Regionalligisten Union St. Florian. Bei St. Florian war er von Beginn an Stammspieler. Nach 59 Pflichtspielen für St. Florian, in denen er sechs Tore erzielen konnte, wechselte er im Sommer 2014 zum Ligakonkurrenten FC Blau-Weiß Linz. Mit den Linzern konnte er 2015/16 Meister der Regionalliga Mitte werden und somit in den Profifußball aufsteigen. Sein Debüt in der zweiten Liga gab er am ersten Spieltag der Saison 2016/17 gegen die WSG Wattens.
Im Jänner 2017 wechselte er zum Landesligisten WSC Hertha Wels. In der Saison 2017/18 wurde er mit den Welsern Vizemeister hinter dem ASKÖ Oedt und stieg, da die Oedter den Aufstieg in die nächsthöhere Liga nicht wahrnahmen, als Zweitplatzierter der OÖ Liga in die Regionalliga Mitte auf. Von dort ging es im Sommer 2020 weiter zur SU St. Martin in die oberösterreichische Landesliga. Seit der Sommerpause 2022/23 spielt er wieder für seinen ehemaligen Ausbildungsverein, den SK St. Magdalena.
Seit Sommer 2024 tritt Krennmayr, der bereits seit Sommer 2010 im Besitz der ÖFB-D-Trainerlizenz ist, als Trainer im Nachwuchsbereich des SK St. Magdalena in Erscheinung.

## Familie und Privates
Seine jüngeren Brüder Mathias (* 1994) Jonas (* 2004) sind ebenfalls als Fußballspieler aktiv, brachten es jedoch beide nicht über den Amateurfußball hinaus.
Im Jahr 2021 schloss Krennmayr sein Studium der Managementwissenschaften an der Universität Linz mit dem Mastergrad ab. Während seines Studiums arbeitete er nicht nur auf Teilzeitbasis als studentischer Mitarbeiter und Projektmanager an der Universität, sondern war in dieser Zeit auch bei der unabhängigen und gemeinnützigen Plattform AustrianStartups tätig. Nach seinem Studienabschluss arbeitete er (bis August 2022) als Consultant beim Hörschinger Beratungsunternehmen Bridge Corporate Finance. Danach war er bis November 2023 Group Controller bei der r&r Objekttischlerei in Leonding und ist seit Jänner 2024 als Datenanalyst beim Linzer Schulbuchverlag Veritas beschäftigt.
In seiner Freizeit betreibt Krennmayr Poetry Slam und war beispielsweise von Mai 2017 bis Jänner 2022 Vorstandsmitglied des Vereins PostSkriptum Poetry Slam.